# Knabensopran
Unter Knabensopran (amerikanisches Englisch: boy soprano, britisches Englisch: meistens treble) versteht man die Sopranstimme eines Jungen bis zum Stimmbruch.

## Geschichte
Die Geschichte des Knabensoprans ist eng mit der Geschichte der Knabenchöre verbunden. Es ist davon auszugehen, dass es diese schon seit mindestens 1498 (Gründung der Wiener Sängerknaben als Hofcapell-Singknaben) gibt.

## Musik

### Bekannte Werke mit Partien/Rollen für Knabensopran
- Oberto in Alcina von Georg Friedrich Händel
- Elamir in Axur, re d’Ormus von Salieri
- 3 Knaben in der Zauberflöte von W. A. Mozart
- Ellens dritter Gesang von Franz Schubert
- Knabenstimme in Elias von Felix Mendelssohn Bartholdy
- Ein junger Hirt in Tannhäuser von Richard Wagner
- Ein Hirtenknabe in Tosca von Giacomo Puccini (Stimmlage bezeichnet als "voce bianca", auch besetzbar als Knabenalt)
- Yniold in Pelléas et Mélisande von Claude Debussy
- Pepicek in Brundibár von Hans Krása
- Sam, Hughie Crome, Gay Brook, Jonny Crome in The little Sweep von Benjamin Britten
- Miles in The Turn of the Screw von Benjamin Britten
- Pollicino in Hans Werner Henzes gleichnamiger Oper
- Gustave im Musical Liebe stirbt nie von Andrew Lloyd Webber

### Bekannte Knabensoprane
- Max Emanuel Cenčić
- David Hemmings
- Michael Jackson
- Aled Jones
- Nikhil Korula
- Joseph McManners
- Bejun Mehta
- Alois Mühlbacher[2]
- Graham Payn
- Aksel Rykkvin
- Peter Schreier (auch Knabenalt)
- Anthony Way